# Cloudy with a Chance of Meatballs 2
Cloudy with a Chance of Meatballs 2 (titulada Lluvia de albóndigas 2 en España y Lluvia de hamburguesas 2: La venganza de las sobras en Hispanoamérica) es una película animada estadounidense dirigida por Cody Cameron y Kris Pearn, estrenada en Estados Unidos el 20 de septiembre de 2013. Esta película es la secuela de Cloudy with a Chance of Meatballs, estrenada el 11 de septiembre de 2009. La película cuenta con los mismos actores de voz de la primera parte: Bill Hader, Anna Faris, James Caan, Andy Samberg, Neil Patrick Harris, Benjamin Bratt y Will Forte.

## Argumento
La historia comienza exactamente donde quedó la primera parte. El genio inventor Flint Lockwood, después de destruir su valioso invento, la FLDSMDFR, decide trabajar al lado de sus amigos (Steve, Sam, Tim, Brent, Manny y Earl), después aparece su ídolo de la infancia Chester V y lo invita a ser parte de The Live Corp Company, donde los mejores y más brillantes inventores del mundo desarrollan tecnologías para el bien de la humanidad en San FranJosé California, después de que todos se hayan ido, el holograma de Chester llama al verdadero Chester para decirle que ya todos se fueron (pues la verdadera intención de Chester es usar el invento de Flint para lanzar su barra nutritiva). La mano derecha de Chester – y uno de sus más grandes inventos es Barb (una orangután altamente evolucionada con cerebro humano), que también es sagaz, manipuladora y le gusta pintarse los labios. Después de crear varios inventos, Flint cree que será un futuro idea-nauta (como Chester V), pero no es elegido en la ceremonia y se entristece diciéndole a Steve ¨lo siento Steve, hoy no habrá celebración¨ pero Steve por impulso toca el botón del Celebracionador y este explota, humillando a Flint en frente de Chester y de todo el público presente. 
Flint cree que nunca será un gran inventor hasta que es llamado por Chester para decirle que su FLDSMDFR (La máquina que convierte el agua en comida), sobrevivió a la explosión de la albóndiga,  sigue operando y ahora está creando animales mezclados con comida: "¡zoo-sobras!". Con el destino de la humanidad en sus manos, Chester envía a Flint a una misión peligrosamente deliciosa y le da un "P2 USB" donde le dice que con ese USB destruirá a todas las zoo-sobras que tratan de aprender a nadar para atacar monumentos importantes de la Tierra, donde Flint pedirá ayuda a sus amigos (a pesar de que Chester envió a Flint solo). Usando el barco pesquero de Tim, Flint y sus amigos se embarcan a Swallow Falls, donde al llegar se dan cuenta de que su isla ha cambiado mucho. Al llegar a la isla encuentran es una fresa grande con ojos, manos y pies de hoja que menciona "Emgú", a la que Sam nombra como "Alfresi" quien se come el "P2 USB", después de perseguir Alfresi observan todas las zoo-sobras que la FLDSMDFR creó. Flint y sus amigos son atacados más tarde por una "Aranburgesa" (hamburguesa combinada con una araña creada por la FLDSMDFR), pero son salvados por Chester y su equipo de The Live Corp (que se dio cuenta de que Flint no iba solo y le ordena a Barb alejar a Flint de Sam). Flint llega hasta su laboratorio para hacer contacto con su FLDSMDFR, donde Chester lo manipula diciéndole que "el guiso que te da un abusón siempre va a estar envenenado" (refiriéndose a Brent). Al día siguiente continúan su camino por la jungla de zoo-sobras donde son atacados por un "Tacodrilo supremo" (un Taco combinado con un cocodrilo creado por la FLDSMSFR) donde todos consiguen escapar, pero Sam se da cuenta de que el Tacodrilo tiene pequeños hijos tacodrilos, lo que la hace dudar de la palabra de Chester. En el pantano de jarabe, Sam le dice a Flint sería un error eliminar a las zoo-sobras, lo que Chester pone a elegir a Flint si decide creerle a Chester o a Sam, creyendo más en Chester, causando el enojo de Sam y los demás. Cuando Sam acaricia la misma Aranburguesa que los atacó anteriormente, esta se muestra cariñosa, preguntándose porque los atacó, Manny muestra que The Live Corp es en realidad The Evil Corp (Live al revés y mal, maldad, malvado o malvada en inglés), cuando se dan cuenta de que en realidad Chester trama algo malo, tratan de avisarle a Flint, pero son congelados por los Centinelas de Seguridad. 
Al llegar a la FLDSMDFR, Flint se da cuenta de que las zoo-sobras son una familia y comprende que Sam tenía razón, pero Chester aparece y lanza el "P2 USB" a la máquina y se revela que en realidad es un re-programador y que la intención de Chester era apoderarse del invento de Flint para lanzar su barra de nutrición (llamada Barra Nutritiva número 8.0), porque la comida del invento era más deliciosa que la comida común, luego de eso Chester arroja a Flint al agua. Las zoo-sobras llevan a Flint con su padre para explicarle el error que cometió, Alfresi llega para llamar a todas las zoo-sobras para ayudar mencionando de nuevo "Emgú" (Emgú en realidad es Flint cuando el televisor modificado de su papá aparece y le muestra cuando Flint dice el nombre de la máquina, pero como la imagen se traba cuando dice "Emgú"). Con la ayuda de todos, Flint y Alfresi llegan al laboratorio de Chester, donde Alfresi libera a las zoo-sobras y Flint las ayuda a escapar a través del Entregador de Provisiones (uno de los inventos que Flint hizo para The Live Corp) sin embargo llegan los Centinelas que congelan el portal y empieza una gran y feroz batalla, en la lucha Alfresi toma el traje de un Centinela y lucha valientemente contra estos, y congela a la mujer que congeló anteriormente a su amiga Sam y a los demás. Flint se enfrenta a Chester y este le muestra a sus amigos presos, y Chester le explica a Flint porque quería su invento, Chester le ordena a Barb que lance a los amigos de Flint a la máquina de barras nutritivas, pero ella pregunta y Chester le insulta diciéndole mono, el usa el mando para lanzar a los amigos de Flint a la máquina, Flint intenta quitárselo pero Chester activa sus hologramas que empiezan a confundirlo, pero Sam le recuerda a Flint su Celebracionador, pero cuando intenta activarlo Chester se lo tira al otro lado, pero por suerte Flint le grita a Steve "Aún no, creo que es momento de "CELEBRAR", y Steve se liberó rompiendo la cinta y activa el Celebracionador provocando una explosión de fiesta, que atraviesa a todos los hologramas y cae sobre el verdadero Chester, para que luego Flint le golpee y le quite el control salvando a sus amigos, pero ven que Chester se roba la FLDSMDFR, pero luego aparecen Alfresi y todas las zoo-sobras enfadadas que acorralan a Chester, Flint le dice "Ahora entregue la FLDSMDFR", pero Chester se niega y ve a Barb creyendo que ella lo ayudara a escapar y le grita "Sálvame mono". Barb, enfurecida se revela en contra de él y le quita la máquina, Chester se cae a la máquina de barras nutritivas y cree que sus hologramas lo salvaran, pero como son hologramas, el los atraviesa y se mete dentro de su chaleco revotando contra las sierras de la máquina, y Chester sale volando diciendo "me salve a mi mismo" pero la aranburguesa lo atrapa con su tela de queso y lo devora, escupiendo su traje después de relamerse. Flint regresa la FLDSMDFR a su lugar para que siga funcionando y le pide a sus amigos que vuelvan a trabajar juntos y todos aceptan a Barb.
Al final Flint le pide a su padre que le enseñe a pescar y ahí pesca su primer pequeño pez, la película finaliza después de que todos se encuentran en el bote de Tim y en la isla aparece un arcoíris.

## Personajes
- Bill Hader como Flint Lockwood, protagonista de la primera película
- Anna Faris como Samantha "Sam" Sparks, una interna del tiempo de la ciudad de Nueva York y la novia de Flint.
- James Caan como Tim Lockwood, el padre viudo de Flint.
- Will Forte como Chester V, un super inventor de fama mundial, antagonista principal y el jefe de Live Corp.
- Benjamin Bratt como Manny, camarógrafo guatemalteco de Sam y un exmédico, copiloto, cocinero y el cómico.
- Andy Samberg como Brent McHale, una mascota de la celebridad infame/ex de sardinas del bebé Brent, ahora conocido como Pollo Brent.
- Terry Crews como Oficial Earl Devereaux, policía deportivo de la ciudad. Crews reemplazó a Mr. T para el papel.
- Kristen Schaal como Barb, la asistente primate de Chester V orangután con un cerebro humano.
- Neil Patrick Harris[11] como Steve el mono, la mascota de Flint que se comunica mediante un Mono-Traductor de Ideas que Flint había inventado, pero tiene un vocabulario limitado y la mayoría de las veces dice su nombre, un par de cosas al azar, y recordando a Flint que tiene hambre.
- Khamani Griffin como Cal Devereaux, el hijo de Earl. Griffin reemplaza a Bobb'e J. Thompson para el papel.
- Al Roker como Patrick Patrickson, el presentador de la estación meteorológica.
- Melissa Sturm como Sentinel Louise, científico de Live Corp.
- Cody Cameron como Barry (Alfresi en Hispanoamérica) y Dill Pickles.
- Kris Pearn como Shrimpanzees (Chimparones en Hispanoamérica), Sentinel Pedro, Labcoat Jenny.
- Craig Kellman como Fintly McCallahan, Sujeto de Idea Pantalones.

En el lanzamiento japonés, la banda TEMPURA KIDZ ofrece una canción "Tabechaitaino" y le da voz a Marshmellow.

## Premios
En el 2013 en el 86.ª ceremonia de los Premios Óscar quedó preseleccionada al Oscar a la mejor película animada, otorgado por la Academia de Artes y Ciencias Cinematográficas. El resultado tuvo lugar el 2 de marzo de 2014 en el Teatro Dolby de Los Ángeles, California. Los nominados fueron anunciados el 16 de enero de 2014, quedando fuera de los nominados.

## Taquilla
Como el 24 de noviembre de 2013, Cloudy with a Chance of Meatballs 2 ha recaudado  $ 114,228,318 en América del Norte, y $ 93.2 millones en otros países, para un total mundial de $ 207,428,318. En Norteamérica la película recaudó $ 9,3 millones en su primer día y debutó en el primer puesto en su primer fin de semana, con $ 34,017,930. En su segundo fin de semana fue superada por Gravity y The Lone Ranger, la película cayó al tercer puesto y recaudó $ 20.950.192 más.